# Blechnum bolivianum
Blechnum bolivianum är en kambräkenväxtart som beskrevs av M. Kessler och A. R. Sm. Blechnum bolivianum ingår i släktet Blechnum och familjen Blechnaceae. Inga underarter finns listade.